# Cương thi tiên sinh 5: Tân quỷ nhập tràng
Cương thi tiên sinh 5: Tân quỷ nhập tràng là một bộ phim kinh dị hài Hồng Kông năm 1992 của đạo diễn Lưu Quán Vĩ. Bộ phim là phần năm trong loạt phim Cương thi tiên sinh do Lưu Quán Vĩ đạo diễn. Tên tiếng Trung của bộ phim được dịch theo nghĩa đen là Tân quỷ nhập tràng.
Tân quỷ nhập tràng được xem là phần tiếp theo thực sự của Cương thi tiên sinh năm 1985, ba diễn viên chính Lâm Chánh Anh, Hứa Quán Anh và Tiền Tiểu Hào trong bộ phim đầu tiên đã thể hiện lại vai diễn của họ. Tân quỷ nhập tràng cũng nối tiếp các sự kiện trong Cương thi tiên sinh, với một số chi tiết gợi nhớ về bộ phim đầu tiên, như nhân vật Văn Tài bình luận về cảm giác của anh sau khi bị nhiễm độc cương thi. Các nhân vật mới đã được giới thiệu trong Tân quỷ nhập tràng, và một số diễn viên từ bộ phim đầu tiên, chẳng hạn như Lâu Nam Quang, đã trở lại trong vai diễn mới.

## Nội dung
Phim lấy bối cảnh nhiều năm trôi qua sau những sự kiện trong phần phim đầu tiên. Tại nhà đạo sĩ Cửu thúc có thờ rất nhiều bức tượng trẻ em, trong các bức tượng đó có chứa Anh Linh, linh hồn của những bào thai bị phá bỏ, đang chờ được đầu thai. Một số Anh Linh trở nên oán hận và biến thành Ác Linh có sức mạnh, Cửu thúc phải dùng chỉ đỏ và lụa đỏ phong ấn chúng.
Một lần Thu Sinh và Văn Tài muốn đi xem ca nhạc, hai người lừa đám Anh Linh làm việc nhà giúp họ. Sau đó, đám Anh Linh giận dữ đánh hai người. Cửu thúc bèn bảo Sinh và Tài mang đám Anh Linh đến nhà sư muội của ông, Bích Cô, để cô có thể trấn áp chúng. Bích Cô là một nữ đạo sĩ tài nghệ không thua kém Cửu thúc, ngoài ra cô còn kiêm nhiều nghề như bói toán, bốc thuốc... Bích Cô thầm yêu Cửu thúc đã lâu nhưng Cửu thúc chỉ xem cô là sư muội và trong lòng ông vẫn còn nhung nhớ người yêu cũ, Chí Linh. Bích Cô ép Sinh và Tài giúp cô quyến rũ Cửu thúc, nhưng kết quả là làm Cửu thúc thấy kinh tởm nôn mửa suốt ba ngày. Cả Cửu thúc và Bích Cô đều không biết có một người phụ nữ đã gỡ lụa đỏ trên mắt một Ác Linh và bị nó điều khiển.
Nhiên Linh, em gái của Chí Linh tìm đến Cửu thúc. Chí Linh đã lấy chồng là Đại Soái tướng quân và đang mang thai sắp sinh. Đại Soái bỗng nhiên mắc chứng bệnh lạ nên Chí Linh bảo em gái đi nhờ Cửu thúc giúp đỡ. Cửu thúc vội vàng thay đồ hoành tráng đến dinh thự của Đại Soái, ông sớm nhận ra Đại Soái đã nhiễm độc cương thi vì bị cắn. Sau đó Cửu thúc phát hiện trong nhà thờ tổ, cha của Đại Soái đã biến thành cương thi. Cửu thúc nói rằng chờ cương thi thức dậy, mài răng nó làm bột thuốc cho Đại Soái uống sẽ chữa khỏi bệnh. Không may, lúc cương thi thức dậy cả ba thầy trò đều bị đau bụng do được Đại Soái mời ăn gỏi cá Sashimi trước đó. Không thể ra ngoài đi vệ sinh do Đại Soái đã ra lệnh cho lính canh cửa, ba thầy trò bèn "giải quyết" tại chỗ với đống đồ gốm thay cho bô. Cứ thế, ba người vừa đi cầu vừa vật lộn với cương thi. Cửu thúc lỡ tay mài trụi răng cương thi, Đại Soái liếm hết chỗ bột răng rơi xuống sàn nhưng vẫn không chữa được bệnh. Cửu thúc đã tiêu diệt cương thi mặc cho Đại Soái ngăn cản.
Đại Soái đòi giết ba thầy trò, Cửu thúc bèn ở lại dinh thự làm con tin để Sinh và Tài đi tìm bột răng cương thi. Cửu thúc phát hiện bảo mẫu của Chí Linh là người phụ nữ bị Ác Linh điều khiển để giúp nó đầu thai, và đứa con Chí Linh đang mang thai chính là Ác Linh. Cửu thúc bèn nhờ Nhiên Linh đi gọi Bích Cô đến. Trên đường đến dinh thự của Đại Soái, Bích Cô và Nhiên Linh gặp hai đám hiếu, hỉ ma cùng lúc. Nhiên Linh bị giam trong kiệu hoa, Bích Cô bị giam trong quan tài. Bích Cô thoát ra được và giải cứu Nhiên Linh. Bích Cô không chịu đến nhà Đại Soái và đòi Cửu thúc đến khách sạn Uyên Ương gặp cô. Cửu thúc hiểu ý bèn chấp nhận hiến thân. Sau đó, Bích Cô tuyên bố chịu trách nhiệm với ông và hai người thành một đôi.
Sinh và Tài giả làm cương thi đột nhập vào một hang ổ của cương thi. Hai người còn được đám cương thi bái lạy vì có móng tay và răng nanh (giả) dài. Tài mài được răng nanh của một cương thi bà già nhưng sau đó bị đám cương thi còn lại phát hiện. Sinh trổ tài võ nghệ cứu Tài, hai người thoát khỏi hang ổ cương thi mang thuốc về chữa khỏi bệnh cho Đại Soái. Đại Soái thấy cô bảo mẫu xinh đẹp liền nổi cơn dâm tà. Cô bảo mẫu ra hồ nước tắm, Đại Soái đi theo. Cô bảo mẫu hiện nguyên hình là một nữ ác quỷ bóp cổ Đại Soái.
Trong lúc đó, Cửu thúc và Bích Cô mang đám Anh Linh đến sân nhà Đại Soái cho chúng chơi đùa và múa lân dụ Ác Linh ra. Ác Linh dù sao vẫn là một đứa trẻ ham vui, thoát khỏi người Chí Linh ra ngoài sân chơi. Cửu thúc và Bích Cô khống chế được Ác Linh, nhưng cô bảo mẫu chạy đến cứu nó. Ác Linh quay lại người Chí Linh, cô bảo mẫu sau khi bị Cửu thúc khống chế bèn tự nổ tung chính mình. Ác Linh lại điều khiển Chí Linh đánh nhau với nhóm của Cửu thúc. Cửu thúc định cho Chí Linh uống giấm để đẩy thai ra. Đúng lúc đó, đám cương thi từ nơi hang ổ xa xôi kéo đến xông vào nhà Đại Soái. Nhóm của Cửu thúc vất vả một hồi tiêu diệt hết đám cương thi rồi lại vật lộn với Chí Linh. Cửu thúc đành tàn nhẫn dìm Chí Linh xuống hồ nước khiến cô khó thở, Ác Linh buộc phải ra khỏi người cô. Đại Soái chạy về hô hấp nhân tạo cho Chí Linh và cô tỉnh lại. Đúng lúc đó Chí Linh trở dạ, Bích Cô chọn một Anh Linh nhập vào thai nhi rồi đỡ đẻ. Chí Linh hạ sinh thành công một bé trai, Ác Linh buồn bã biến mất. Bích Cô nói rằng cô nghĩ mình đã có thai, Cửu thúc bèn bảo cô chọn một Anh Linh làm con.

## Diễn viên
- Lâm Chánh Anh trong vai Cửu thúc
- Tiền Tiểu Hào trong vai Thu Sinh
- Hứa Quán Anh trong vai Văn Tài
- Ngô Quân Như trong vai Bích Cô
- Lâu Nam Quang trong vai Đại Soái
- Quan Tú My trong vai Chí Linh
- Đàm Khải Hân trong vai Nhiên Linh
- Từ Mạn Hoa trong vai Bảo mẫu của Chí Linh

### Ngôi sao khách mời
- Diệp Vinh Tổ trong vai Đầu bếp làm sushi của Đại Soái
- Thiệu Âm Âm trong vai Mẹ của cậu bé chậm phát triển